# 어벤던 (영화)
《어벤던》(영어: Abandon)은 미국에서 제작된 2002년 심리 스릴러 드라마 영화이다. 스티븐 개건의 감독 데뷔작이다. 케이티 홈스, 벤저민 브랫, 찰리 허넘 등이 출연하였고, 게리 바버 등이 제작에 참여하였다.

## 줄거리
대학교 졸업반 케이티는 논문 완성과 심사를 앞두고 있다. 이 와중에 2년 전 실종된 남자친구 엠브리 관련 수사가 재개돼 담당 형사 웨이드의 조사를 받게 되는데...

## 출연
- 케이티 홈스 - 캐서린 "케이티" 버크 역
- 벤저민 브랫 - 웨이드 핸들러 형사 역
- 찰리 허넘 - 엠브리 라킨 역
- 조이 데이셔넬 - 서맨사 하퍼 역
- 프레드 워드 - 빌 스테이턴 경위 역
- 마크 포이어스틴 - 로버트 핸슨 역
- 멜러니 린스키 - 줄리 "마우시 줄리" 역
- 필립 보스코 - 저겐슨 교수 역
- 게이브리얼 맨 - 해리슨 호버트 역
- 윌 매코맥 - 오거스트 역
- 개브리엘 유니언 - 어맨다 러트럴 역
- 토니 골드윈 - 데이비드 섀퍼 정신과의 역

## 기타 제작진
- 공동 제작: 엘리자베스 조앤 후퍼
- 배역: 주얼 베스트럽, 로지나 부치, 캐슬린 쇼팬, 진 매카시
- 미술: 기디언 폰티
- 의상: 루이즈 프로글리